# Elegia hookeriana
Elegia hookeriana är en gräsväxtart som först beskrevs av Maxwell Tylden Masters, och fick sitt nu gällande namn av Moline och Hans Peter Linder. Elegia hookeriana ingår i släktet Elegia och familjen Restionaceae. Inga underarter finns listade i Catalogue of Life.